# Le Droit de rêver
Albums de Tal
À l'Infini
(2013)
Singles
1. On Avance
Sortie : 1 juillet 2011
2. Waya Waya
Sortie : 18 octobre 2011
3. Le Sens de la Vie
Sortie : 30 janvier 2012
4. Je Prends le Large
Sortie : 29 mai 2012
5. Rien n'est Parfait
Sortie : 1 octobre 2012

Le Droit de rêver est le premier album de la chanteuse Tal sorti le 19 mars 2012 sous le label Warner Music France. L'album se classe à la 7e place des ventes en France en se vendant à plus de 400 000 exemplaires depuis sa sortie, et 24e en Belgique (Wallonie).

## Promotion
Cinq singles sont extraits de cet album, On avance qui a atteint la 29e place en France et la 44e place en Belgique, suivie par Waya Waya en collaboration avec le chanteur jamaïcain Sean Paul et son plus grand hit Le sens de la vie qui atteint la 4e place en France et la 2e place en Belgique (Wallonie). L'avant dernier single est Je prends le large, et le dernier extrait de l'album est la chanson Rien n'est parfait.

## Accueil

### Accueil critique
L'album reçoit des critiques mitigées ; Nicolas Roux d'Allomusic trouve que l'album manque un peu d'imagination pour la composition des chansons, tout en soulignant cependant que « pour une fois, on ne parle pas que d'histoires d'amour qui finissent mal et de cœurs qui se brisent, mais de possible » et que cela « est déjà un énorme changement ».

## Liste des pistes
1. On avance (Christine Roy-Christophe Emion/ Laura Marciano-Simon Caby)
2. Waya Waya (feat. Sean Paul) (Laetitia Vanhove-Serge Mounier / Laura Marciano)
3. Le Sens de la vie (Laetitia Vanhove-Serge Mounier / Laura Marciano-Simon Caby)
4. Oublie (Laurine Roux / Laura Marciano-Simon Caby)
5. Rien n'est parfait (Laetitia Vanhove-Serge Mounier / Laura Marciano)
6. Le droit de rêver (Christine Roy-Christophe Emion/ Laura Marciano-Simon Caby)
7. Je prends le large (Sylvie Lorain Berger / Laura Marciano-Simon Caby)
8. Renaître (Laetitia Vanhove-Serge Mounier / Laura Marciano)
9. Allez, laisse-toi aller (Laetitia Vanhove-Serge Mounier / Laura Marciano)
10. Au-delà (Keredine Soltani / Laura Marciano-Nicolas Lassis)
11. Toutes les femmes (Laetitia Vanhove-Serge Mounier / Laura Marciano-Simon Caby-Mourad Jouini)
12. La liberté (Laetitia Vanhove-Serge Mounier / Laura Marciano-Tal Benyerzi-Benjamin Moyal-Gilles Tacoun)
13. Plus d'une corde (Laetitia Vanhove-Serge Mounier / Laura Marciano)
14. Le Sens de la vie (Feat. L'Algerino) (Laetitia Vanhove-Serge Mounier / Laura Marciano-Simon Caby)

## Vidéoclips (DVD)
1. On avance (Clip officiel) - 3:00
2. Waya Waya (feat. Sean Paul) (Clip officiel) - 2:30
3. Le sens de la vie (Clip officiel) - 3:34
4. Je prends le large (Clip officiel) - 3:00
5. Rien n'est parfait (Clip officiel) - 3:09

## Classements

### Classements hebdomadaire
| Classement (2012)            | Meilleure position |
| ---------------------------- | ------------------ |
| Belgique (Wallonie Ultratop) | 24                 |
| France (SNEP)                | 4                  |

### Certification
| Pays           | Certifications |
| -------------- | -------------- |
| France (SNEP), | 4 × Platine    |